# Defense of Women's Rights in Jordan
Defense of Women's Rights in Jordan, tidigare kallad Women's Awakening League, var en jordansk (ursprungligen palestinsk) kvinnoförening, grundad 1952. 
Den radikala kommunistiska kvinnoföreningen Women's Awakening League grundades i Jerusalem 1952 av kvinnliga medlemmar av Jordanian Communist Party. Den flyttade till Jordanien under namnet Defense of Women's Rights under Emily Naffa, där den spelade en banbrytande roll. 
Den utgav kvinnotidningen Sawt al-Mara al-Urdunniya (The Voce of the Jordanien Woman) och presenterade analysen där den jämförde förtrycket av kvinnor med kolonialismen och menade att deras frigörelse kan jämföras med landets frigörelse från kolonialmakten.
Kvinnor fick slutligen allmän rösträtt 1974, men rösträtten kunde inte tillämpas på femton år, eftersom nästa val hölls först 1989.